# Erich Musselmann
Erich Musselmann (* 7. Juni 1911 in Helmeringen (Gutshof im Stadtgebiet Lauingen (Donau)); † 31. Mai 1980 in München) war ein deutscher Landwirt, Bauernfunktionär und Senator.

## Leben
Musselmann besuchte die Volksschule in Lauingen und die Oberrealschule in Ulm und legte das Abitur ab. Er machte ein landwirtschaftliches Praktikum in Westpreußen und im elterlichen Betrieb und studierte anschließend Landwirtschaft in München, Weihenstephan und Göttingen, 1936 legte er die landwirtschaftliche Diplomprüfung ab. In der Studienzeit machte er noch weitere Praktika in Niederschlesien und der Mark Brandenburg, bei der Bayerischen Landessaatzuchtanstalt sowie bei einer Bank. Später war er als Hilfsassistent am Institut für Acker- und Pflanzenbau der Technischen Hochschule München und als wissenschaftlicher Mitarbeiter bei der landwirtschaftlichen Beratungsstelle München der IG Farben Industrie tätig. Im Zweiten Weltkrieg war er als Soldat aktiv, wurde dabei verwundet und saß in amerikanischer Gefangenschaft. Nach seiner Entlassung wurde er im Juni 1945 Betriebsleiter auf Gut Helmeringen.
Von 1957 bis 1977 war er Präsident des Bayerischen Bauernverbands im Bezirksverband Schwaben, danach Ehrenpräsident. Ferner war er Vorstandsmitglied und später Vizepräsident des DLG, Kurator der Bundesforschungsanstalt in Völkenrode bei Braunschweig, Mitglied des Präsidiums des Forschungsrats für Ernährung, Landwirtschaft und Forsten, Mitglied des Vorstands der AOK Günzburg und ab 1963 Ehrenbürger der TH München. Von 1959 bis zu seinem Tod gehörte er dem Bayerischen Senat an. Der Bayerische Verdienstorden wurde ihm am 13. Januar 1964 verliehen.